# امامزاده سید حسین بهمن‌آباد
امامزاده سید حسین بهمن‌آباد مربوط به دوره تیموری - صفوی است و در شهرستان داورزن، روستای بهمن‌آباد واقع شده و این اثر در تاریخ ۱۶ اسفند ۱۳۸۴ با شمارهٔ ثبت ۱۴۳۴۰ به‌عنوان یکی از آثار ملی ایران به ثبت رسیده‌است.